# Roberto Echavarren
Roberto Echavarren Welker (Montevideo, 14. veljače 1944.) urugvajski je pisac, književni kritičar, učitelj, prevoditelj, pjesnik, filozof i esejist baskijskog podrijetla.
Studirao je na Sveučilištu u Parizu gdje je obranio doktorat iz kritike književnosti. Filozofiju je studirao na sveučilištima u Njemačkoj i Francuskoj.
Predavao je u Europi, gdje je podučavao na Sveučilištu u Londonu, u SAD-u, gdje je dvadeset godina radio kao nastavnik na Sveučilištu New York. Predavao je i na Sveučilištu u Buenos Airesu (Rojas Institute) i na Filozofskom fakultetu Republičkog sveučilišta u Urugvaju.
Na urugvajski španjolski je prevodio Shakespearea, Nietzschea, Johna Ashberya, Wallaca Stevensa, Harolda de Camposa i  Paula Leminskija.

## Djela
- La Planicie Mojada, 1981. (pjesme)
- Animalaccio, 1986. (pjesme)
- Montaje y alteridad del sujeto: Manuel Puig, Santiago de Chile, Maitén, 1986. (esej)
- Aura Amara, 1989. (pjesme)
- Poemas Largos, 1990.
- Universal Ilógico, 1994.
- Oír no es ver, 1994. (pjesme)
- Ave Roc, Montevideo, Graffiti, 1994. (roman)
- El espacio de la verdad: Felisberto Hernández, Buenos Aires, Sudamericana, 1981.
- Arte andrógino: estilo versus moda, 1998. (izdano u tjedniku Brecha 2008.)
- Performance, Buenos Aires, Eudeba, 2000.
- Margen de ficción: poéticas de la narrativa hispanoamericana, México, Joaquín Mortiz, 1992.
- El diablo en el pelo, Montevideo, Trilce, 2003.
- Casino Atlántico, Montevideo, Artefato, 2004. (pjesme)
- Centralasia, Buenos Aires, Tse-tse, 2005. (pjesme)
- Andrógino Onetti, 2007.
- Fuera de género: criaturas de la invención erótica, Buenos Aires, Losada, 2007.
- El expreso entre el sueño y la vigilia, Montevideo, Premio Fundación Nancy Bacelo, 2009.
- Ruido de fondo, Santiago de Chile, Cuarto Propio, 2009.
- Yo era una brasa, Montevideo, HUM, 2009.
- La salud de los enfermos, Montevideo, HUM, 2010. (pripovijetke)
- Porno y postporno, Montevideo, HUM, 2011. (esej; suatori: Ercole Lissardi i Amir Hamed)
- Las noches rusas. Materia y memoria,[2] La Flauta Mágica, 2011., ISBN 9789974983786